# Sant Andreu de Sant Feliu d'Avall

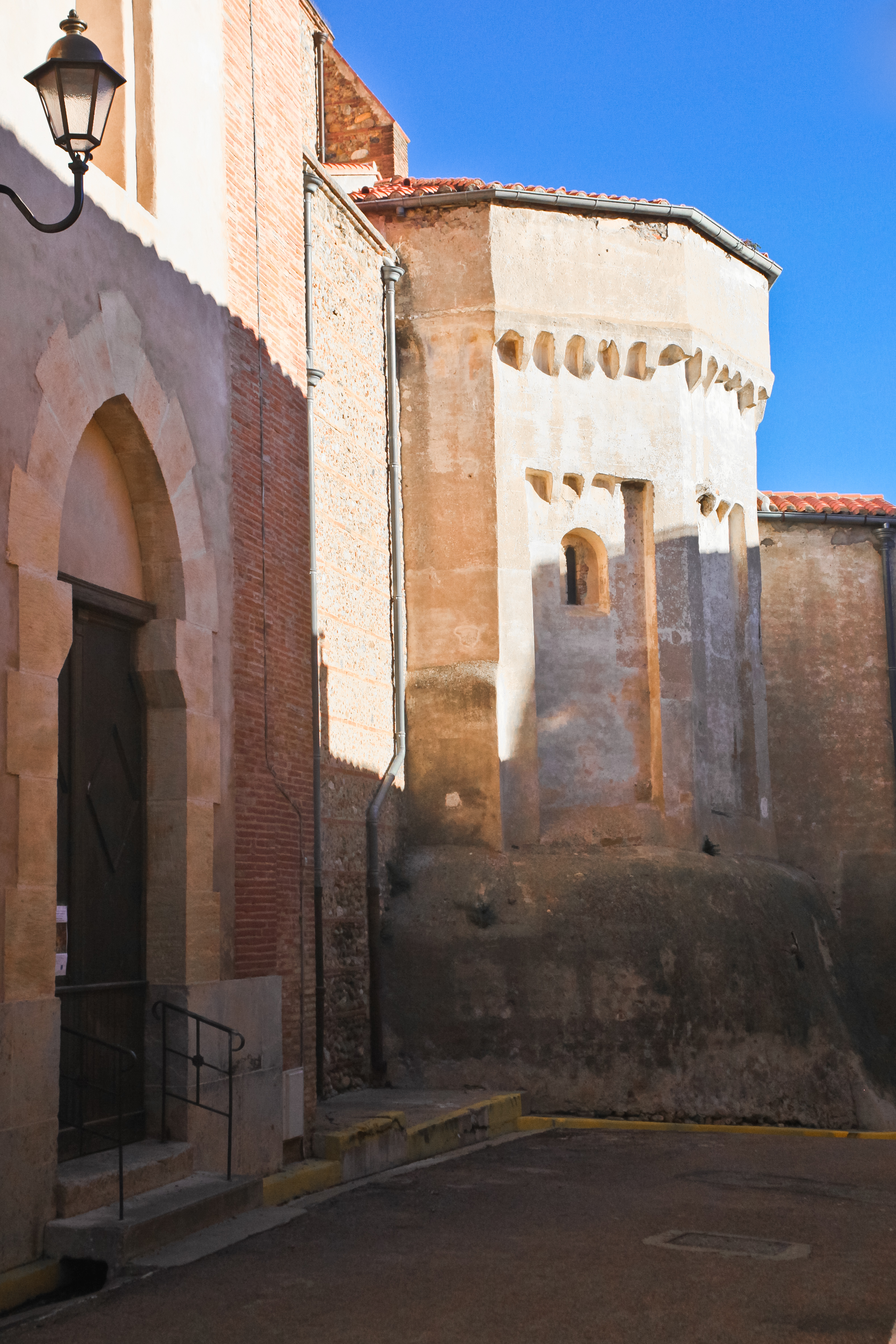
L'absis romànic de Sant Andreu

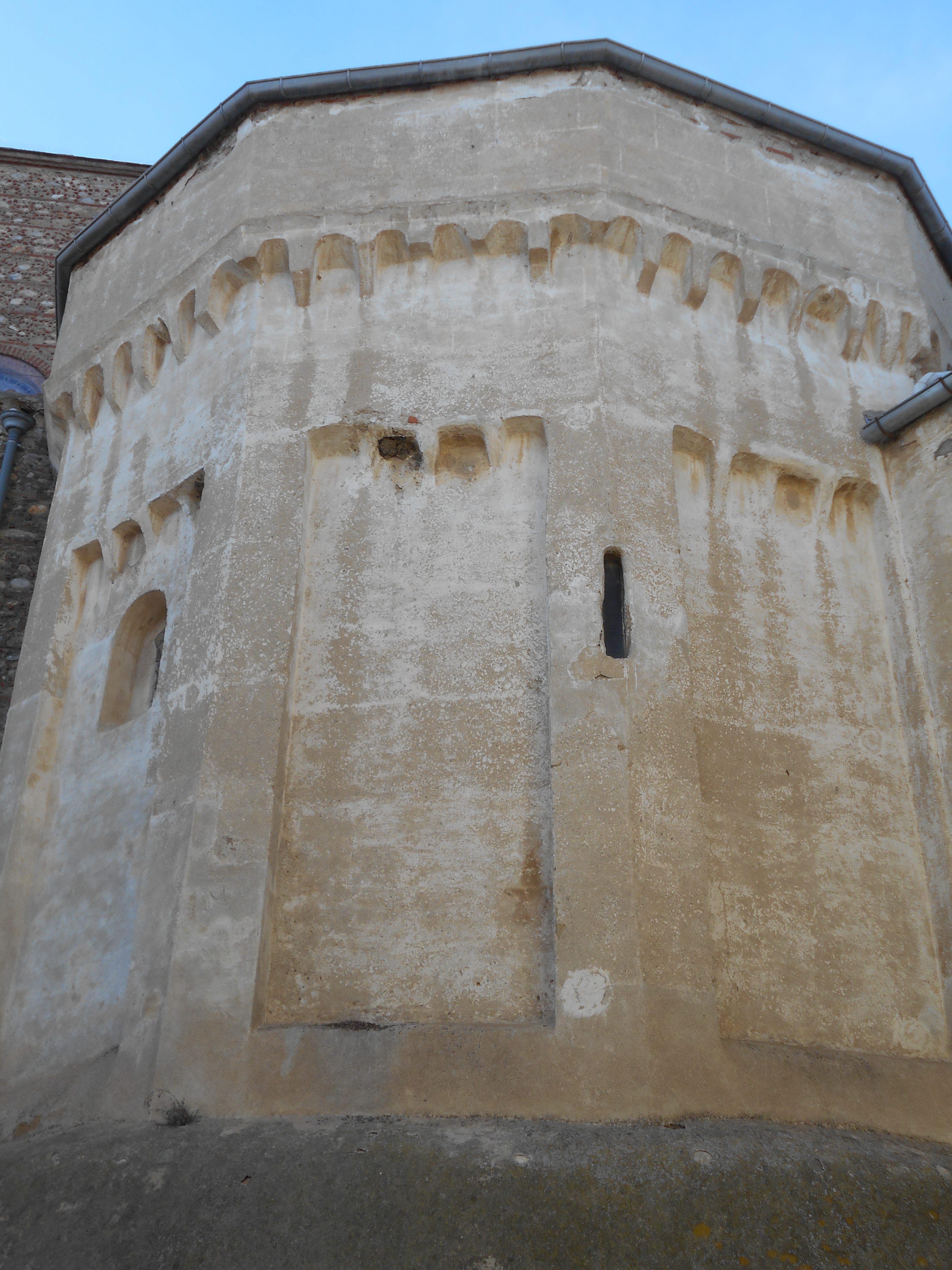
Part central de l'absis

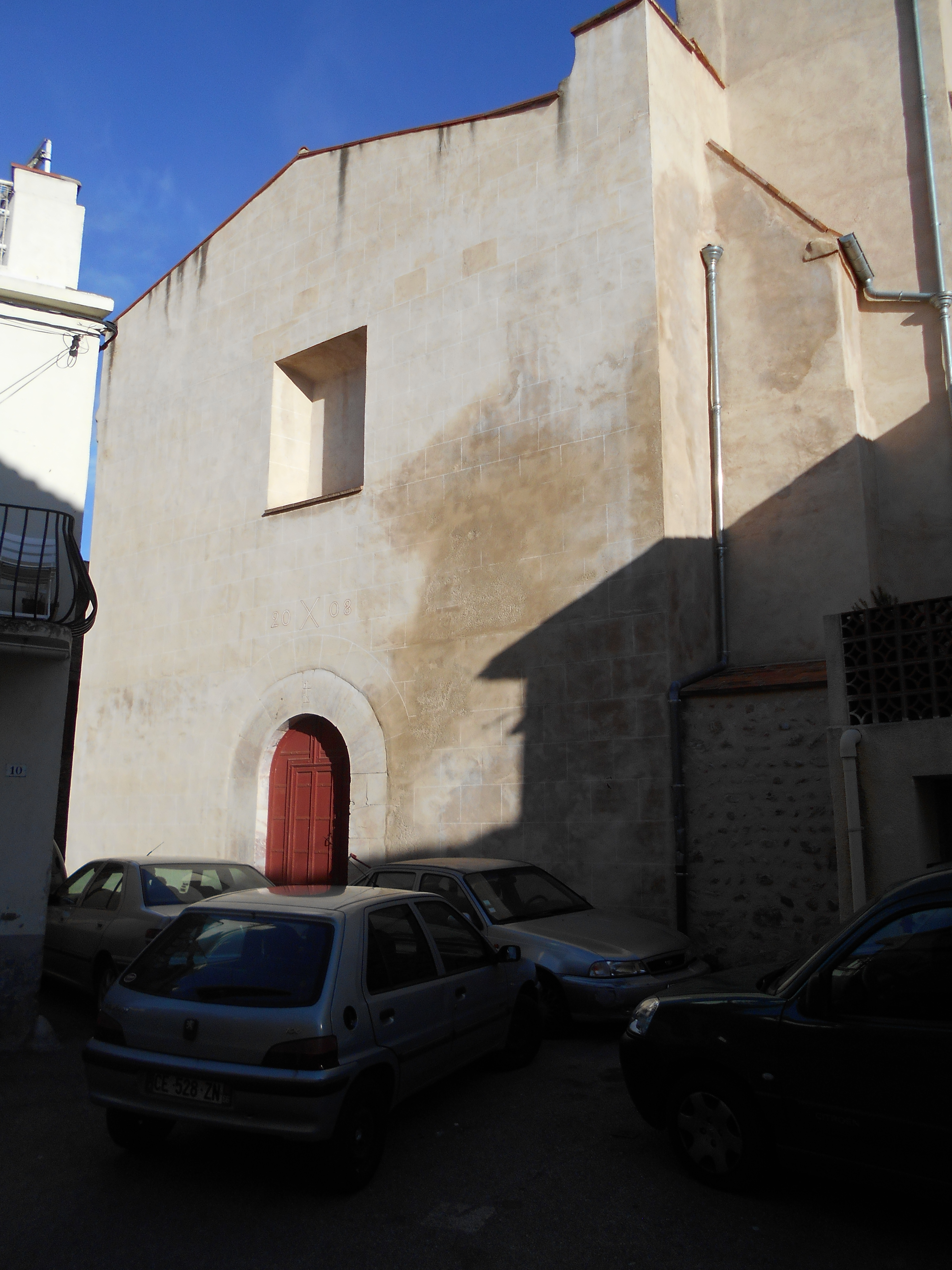
Frontis occidental de l'església romànica

Sant Andreu de Sant Feliu d'Avall és l'església parroquial del poble de Sant Feliu d'Avall, a la comarca del Rosselló (Catalunya del Nord).
Està situada al bell mig de la cellera del poble vell de Sant Feliu d'Avall.
L'església és esmentada el 1077, però fou reconstruïda en gran part el 1863. Tanmateix el sector de ponent conserva un tros de la nau romànica primitiva i la capçalera, poligonal, amb arcuacions llombardes. Aquests dos trams de la primitiva nau única del temple romànic s'han convertit en transsepte, dins de l'església del XIX. L'arrebossat exterior i interior de l'església impedeix de veure exactament quant de tros de l'antiga nau es conserva en l'actualitat, tot i que quasi tots els elements són en el lloc que els correspondria en bona lògica de les construccions romàniques: a ponent, per exemple, hi ha una porta de l'església, poc usada actualment, que correspondria a la porta del frontis de ponent.
La neteja feta a l'exterior ha permès descobrir, a la darrera dècada del segle XX les finestres de doble biaix de l'absis semioctogonal; aquestes finestres presenten un arc de punt rosó resolt amb una petita arquivolta en espiral, una de les quals conserva el guardapols adornat amb motius geomètrics. A l'absis romànic, a l'interior, es van trobar les mènsules que sostenen una cornisa. Tot plegat és una obra del segle xii d'influència llenguadociana.